# Medalha Dirac (IOP)
A Medalha Dirac (em inglês:  The Dirac medal) é concedida anualmente pelo Instituto de Física (IOP) por "contribuições significativas à física teórica (incluindo matemática e computacional)". O prêmio, que inclui uma medalha de prata e £1000, foi instituído em 1985 e concedido a primeira vez em 1987.

## Laureados
| Ano  | Nome                | Ano  | Nome                | Ano  | Nome                 | Ano  | Nome          |
| 1987 | Stephen Hawking     | 1988 | John Stewart Bell   | 1989 | Roger Penrose        | 1990 | Michael Berry |
| 1991 | Rudolf Peierls      | 1992 | Anthony Leggett     | 1993 | David Thouless       | 1994 | Volker Heine  |
| 1995 | Daniel Frank Walls  | 1996 | John Pendry         | 1997 | Peter Higgs          | 1998 | David Deutsch |
| 1999 | Ian Colin Percival  | 2000 | John Cardy          | 2001 | Brian Kidd Ridley    | 2002 | John Hannay   |
| 2003 | Christopher Hull    | 2004 | Michael Green       | 2005 | John Ellis           | 2006 | Mike Gillan   |
| 2007 | David Sherrington   | 2008 | Bryan Webber        | 2009 | Michael Cates        | 2010 | James Binney  |
| 2011 | Christopher Isham   | 2012 | Graham Garland Ross | 2013 | Stephen Mark Barnett | 2014 | Tim Palmer    |
| 2015 | John David Barrow   | 2016 | Sandu Popescu       | 2017 | Michael Duff         | 2018 | John Chalker  |
| 2019 | Richard Keith Ellis | 2020 |                     | 2021 |                      | 2022 |               |